# Аслонова, Эмма Сергеевна
Эмма Сергеевна Аслонова (узб. Emma Sergeevna Aslonova; род. 28 марта 1973 года, Бухарский район, Бухарская область, УзССР, СССР) — узбекский преподаватель, депутат Законодательной палаты Олий Мажлиса Республики Узбекистан.

## Биография
Эмма Аслонова родилась в Бухарском районе одноимённой области Узбекистана 28 марта 1973 года. В 1993 окончила Бухарский государственный университет, получив высшее образование по специальности «преподаватель русского языка и литературы». В том же году начала трудовую деятельность в качестве преподавателя русского языка и литературы в школе одаренных детей № 15 Бухарского района. В 2007—2008 годах преподавала русский язык и литературу в Галаасинском педагогическом колледже. С 2008 по 2017 год работала директором общеобразовательной школы № 2 Бухарского района. Эмма Аслонова состоит в Либерально-демократической партии Узбекистана.
В январе 2020 года избрана депутатом Законодательной палаты Олий Мажлиса Республики Узбекистан IV созыва, а также состоит в комитете по бюджету и экономическим реформам. С 2017 года работает заведующей дошкольного образования Бухарского района.